# فوجیوارا نو تایشی
فوجیوارا نو تایشی (به ژاپنی: 藤原 泰子)، فوجیوارا نو یاسوکو، کایا-نو-این ((به ژاپنی: 高陽院 Kaya-no-in)؛ 1095 – ۱۱۵۶ (۶۰−۶۱ سال)) سومین دختر صدراعظم ژاپن فوجیوارا نو تادازانه و یکی از همسران امپراتور توبا اهل ژاپن بود.